# Kenan İmirzalıoğlu
Kenan İmirzalıoğlu (Ankara, 18 giugno 1974) è un attore e modello turco.

## Biografia
Nato nella piccola cittadina di Üçem, nella provincia di Ankara, è figlio di Mustafa e Yıldız İmirzalıoğlu: i suoi antenati provenivano dall'impero di Uzun Hasan, un sultano di dinastia Ak Koyunlu. A 12 anni si trasferisce ad Ankara, dove completa il suo percorso di studi, prima di iscriversi in matematica presso l'Università tecnica di Yildiz a Istanbul. 
Nel 1997 partecipa al concorso annuale Best Model of Turkey, classificandosi primo. Attira quindi l'attenzione del regista e produttore Osman Sınav, che decide di scritturarlo per il ruolo di protagonista nella sua serie televisiva del 1998, Deli Yürek. 

### Vita personale
Tra la fine degli anni novanta e i primi anni duemiladieci ha avuto relazioni con diverse personalità dello spettacolo turco, tra cui le attrici Zeynep Beşerler e Zeynep Tokuş e la modella Kübra Kücük.
Il 14 maggio 2016 ha sposato la collega Sinem Kobal.

## Filmografia

### Cinema
- Deli Yürek: Bumerang Cehennemi, regia di Osman Sınav (2001)
- Yazı Tura, regia di Uğur Yücel (2004)
- Son Osmanlı Yandım Ali, regia di Mustafa Şevki Doğan (2006)
- Kabadayı, regia di Ömer Vargı (2007)
- Ejder Kapanı, regia di Uğur Yücel (2009)
- Uzun Hikâye, regia di Osman Sınav (2012)
- Cingöz Recai, regia di Onur Ünlü (2017)

### Televisione
- Deli Yürek – serie TV (1998-2002)
- Alacakaranlık – serie TV (2003-2005)
- Acı Hayat – serie TV (2005-2007)
- Ezel – serie TV (2009-2011)
- Karadayı – serie TV (2012-2015)
- Mehmed Bir Cihan Fatihi – serie TV (2018)